# Tyrrell 024
La Tyrrell 024 fu la vettura della scuderia Tyrrell che corse nel campionato del mondo di Formula 1 del 1996. I piloti erano Mika Salo e Ukyo Katayama e il progettista della vettura Harvey Postlethwaite.
Evoluzione della 023, la 024 montava un motore Yamaha. I risultati nella stagione furono ottenuti solo da Salo, che giunse a punti tre volte e fu spesso tra i primi dieci, con una vettura non certo veloce e non affidabile. Le pecche erano comunque causate dai mezzi finanziari limitati, problema che aveva già cominciato a colpire la Tyrrell alcuni anni prima. Fu la prima vettura del team che non corse con i numeri 3 e 4.